# Ćutin Veli
Ćutin Veli je majhen nenaseljen otoček v Kvarnerskem zalivu. Otoček leži okoli 2 km južno od rta Meli na otoku Cresu. Površina otočka meri 0,081 km², dolžina njegove obale je 1,68 km. Najvišji vrh je visok 10 mnm.